# Ischiolepta nitida
Ischiolepta nitida – gatunek muchówki z rodziny Sphaeroceridae i podrodziny Sphaerocerinae.
Gatunek ten opisany został w 1920 roku przez Oswalda Dudę jako Sphaerocera nitida.
Muchówka o ciele długości od 1,5 do 2 mm. Głowa jej ma wystające przed oczy złożone czoło oraz słabo wyniesione i szeroko rozstawione listewki twarzowe. Tułów jej cechuje 6–9 ząbków na tylnym brzegu tarczki, w całości guzkowane sternopleury, a śródplecze guzkowane z wyjątkiem dwóch podłużnych pasów i pomiędzy guzkami błyszczące. W części środkowej śródplecza guzki ustawione są w jeden rządek liczący 3–4 guzki na szerokość. Użyłkowanie skrzydła charakteryzuje niezakrzywiona ku przodowi żyłka medialna M1+2 oraz komórka analna dłuższa niż tylna komórka nasadowa. Przednia para odnóży ma żółte biodra. Trzecia para odnóży u samca ma guzki na spodzie nasady ud.
Owad znany z Irlandii, Wielkiej Brytanii, Francji, Belgii, Holandii, Niemiec, Danii, Szwecji, Norwegii, Finlandii, Szwajcarii, Austrii, Polski, Litwy, Czech, Słowacji, Węgier, Chorwacji, Ukrainy, Bułgarii, Grecji, północnoeuropejskiej części Rosji i wschodniej Palearktyki.